# Xã Union, Quận Sanborn, Nam Dakota
Xã Union (tiếng Anh: Union Township) là một xã thuộc quận Sanborn, tiểu bang Nam Dakota, Hoa Kỳ. Năm 2010, dân số của xã này là 63 người.